# Chile F5 Futures
Chile F5 Futures là 1 giải tennis được tổ chức trên mặt sân đất nện ngoài trời. Giải đấu được tổ chức bởi International Tennis Federation (ITF) Futures Tour. Giải thi đấu ở Quillota, Chile từ năm 1999.

## Các trận chung kết

### Đơn nam
| Năm  | Vô địch                   | Á quân                   | Kết quả          |
| ---- | ------------------------- | ------------------------ | ---------------- |
| 2010 | Guillermo Rivera-Aranguiz | Pablo Galdón             | 6-2, 6-3         |
| 2009 | Jorge Aguilar             | Iván Miranda             | 6-4, 7-5         |
| 2008 | Júlio Peralta             | Bruno Tiberti            | 6-0, 6-2         |
| 2007 | Guillermo Hormazábal      | Gastón Arturo Grimolizzi | 6-0, 6-4         |
| 2006 | Jonathan Gonzalia         | Guillermo Hormazábal     | 6-2, 7-6(1)      |
| 2005 | Guillermo Hormazábal      | Pablo Galdón             | 7-6(4), 7-5      |
| 2004 | Không tổ chức             | Không tổ chức            | Không tổ chức    |
| 2003 | Diego Hartfield           | Brian Dabul              | 6-4, 6-4         |
| 2002 | Diego Hartfield           | Marko Neunteibl          | 6-7(4), 6-0, 6-3 |
| 2001 | Không tổ chức             | Không tổ chức            | Không tổ chức    |
| 2000 | Mauricio Hadad            | Nicolas Devilder         | 6-2, 6-2         |
| 1999 | Filippo Messori           | Diego Moyano             | 7-5, 6-4         |

### Đôi nam
| Năm  | Vô địch                                      | Á quân                             | Kết quả     |
| ---- | -------------------------------------------- | ---------------------------------- | ----------- |
| 2010 | Hans Podlipnik-Castillo Ricardo Urzúa-Rivera | Guillermo Hormazábal Rodrigo Pérez | 7-6(6), 6-4 |
| 2009 | Mauricio Doria-Medina Federico Zeballos      | Duilio Beretta Sergio Galdos       | 6-4, 6-4    |

## Liên kết khác
- ITF search Lưu trữ ngày 12 tháng 2 năm 2010 tại Wayback Machine